# UY Близнецов
UY Близнецов (лат. UY Geminorum) — одиночная переменная звезда в созвездии Близнецов на расстоянии (вычисленном из значения параллакса) приблизительно 3163 световых лет (около 970 парсек) от Солнца. Видимая звёздная величина звезды — от +15,3m до +12,2m.

## Характеристики
UY Близнецов — красная пульсирующая переменная звезда, мирида (M) спектрального класса M. Эффективная температура — около 3286 К.